# Hudson Tuttle
Pour les articles homonymes, voir Tuttle.
Hudson Tuttle, né le 4 octobre 1836 à Berlin Heights (Ohio) où il est mort le 14 décembre 1910, est un auteur, éditeur et conférencier spiritualiste américain.

## Biographie
Autodidacte, il rencontre Emma Rood (en) (1837–1916), après avoir lu une de ses publications dans un périodique de Cleveland. Ils se marient en 1857 et s'installent dans la ferme familiale Tuttle à Berlin Heights (une ferme que les parents de Hudson ont achetée au début des années 1830), où ils se lancent dans l'agriculture et l'élevage de chevaux. 
Tous deux spiritualistes convaincus, le couple publie activement sur le sujet. Hudson écrit plusieurs ouvrages sur le spiritisme, dont beaucoup sont publiés par sa propre maison d'édition, la Hudson Tuttle Publishing Company. Emma connait rapidement le succès en publiant de la poésie. Au cours de sa vie, elle écrit principalement de la poésie et des articles de presse, et collabore parfois avec Hudson sur ses livres. Plus tard, ils écrivent ensemble un livre relatant le folklore spirituel traditionnel, Stories from Beyond the Borderland (1910). Une histoire amérindienne locale du recueil, « La Légende de Minehonto », intéresse les spécialistes de la mythologie amérindienne, car elle est l'un des rares témoignages anciens des traditions orales pré-européennes de la Réserve de l'Ouest.
Hudson Tuttle meurt dans leur ferme de Berlin Heights en 1910, tout comme sa femme six ans plus tard,.  

## Œuvres

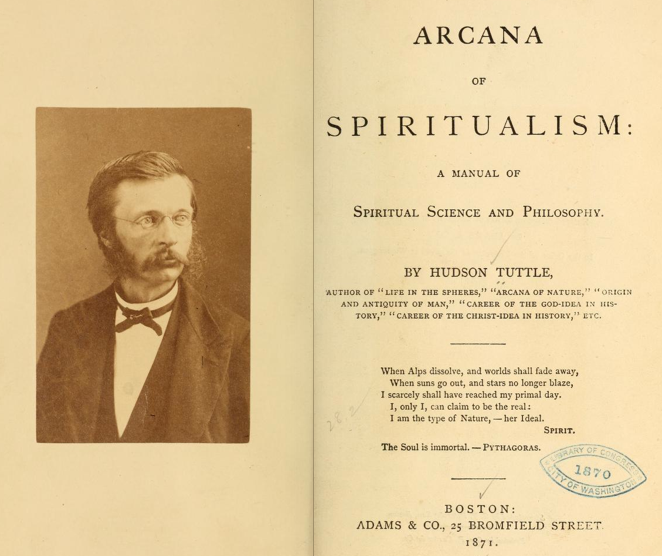
Arcana of Spiritualism

- Arcana of Nature: Or, The History and Laws Or Creation, Volume 1 (first edition published March 10, 1860; copyright 1859)
- Arcana of Nature: Or, The History and Laws of Creation, Volume 2 (1864)
- The Origin and Antiquity of Physical man Scientifically Considered (1866)
- The Career of the Christ-Idea in History (1870)
- Arcana of Spiritualism: A Manual of Spiritual Science and Philosophy (1871)
- Career of Religious Ideas (1878)
- Studies in the Out-Lying Fields of Psychic Science (1889)
- Religion of Man and Ethics of Science (1890)
- Arcana of Nature (1909)
- Stories from Beyond the Borderland (1910)